# Cmentarz żydowski w Wiskitkach
Cmentarz żydowski w Wiskitkach – został założony w pierwszej połowie XIX wieku i był wykorzystywany do II wojny światowej. Ma powierzchnię 0,5 ha i jest otoczony betonowym ogrodzeniem.
Do naszych czasów zachowało się kilkadziesiąt macew. Cmentarz dzieli się na starą i nową część.